# 楊世祿
楊世祿（16世紀—1640年代），字守知，四川重慶府巫山縣人，明朝、南明政治人物。

## 生平
楊世祿是萬曆三十四年（1606年）舉人，歷任湖廣英山、直隸鹽城知縣，因不跟從漕運總督興建魏忠賢生祠而被逮問，隨即天啟帝駕崩，楊世祿獲釋而。他看到天下多變，因此潛心研究術數和《虎鈐經》。
崇禎十三年（1640年）張獻忠逼近巫山，楊世祿堅守半年，使對方退兵。楊嗣昌主張招撫張獻忠，楊世祿反對未果。之後幾年間，仍能堅守城池，到崇禎十七年（1644年），盜寇勸降，他到明倫堂打算自盡被救活，因此入山練兵自保。崇禎帝自縊後，他因勞成疾，兩年後（1646年）福京淪陷時曾和隱居思南酉陽的李兆遙相唱和，不久去世。

## 引用
1. 1 2  錢海岳《南明史·卷四十三·列傳第十九》：世祿，字守知，巫山人。萬曆三十四年舉於鄉。歷英山、鹽城知縣，淮撫建魏忠賢祠，不為用，將加逮問，會熹宗崩，乃免。見天下多故，究心三式虎鈐。
2. ↑  錢海岳《南明史·卷四十三·列傳第十九》：福京亡，（李兆）隱思南酉陽，與楊世祿遙相唱和。……崇禎十三年，獻忠逼巫山，堅守半年，寇退。楊嗣昌主撫，世祿謂降不足恃，勿納。十五、十六年問再守，城得全。十七年，寇招降，世祿赴明倫堂，欲自盡，以救不死。入山團兵自保。北變聞，成疾卒。